# Washington Barella
Washington Barella (* 1964 in Piracicaba, Brasilien) ist ein Oboist.

## Leben und Werk
Barella studierte von 1984 bis 1986 an der Hochschule für Musik Hannover bei Ingo Goritzki und setzte seine Ausbildung von 1988 bis 1990 an der Hartt School of Music, Hartford bei Humbert Lucarelli fort.
Von 1981 bis 1983 und von 1987 bis 1988 war er als Solooboist im Sinfonieorchester von Campinas tätig und wirkte in den Jahren von 1990 bis 1992, ebenfalls als Solooboist, im Orchester Atlantic Sinfonietta in New York (USA).
Barella ist Mitglied im Albert Schweitzer Oktett und absolvierte Solokonzerte im Bayerischen Rundfunk, mit dem SWR Sinfonieorchester, dem Württembergischen Kammerorchester Heilbronn, der Savannah Symphony und der Annapolis Symphony in den Vereinigten Staaten.
In den Jahren 1998 und 1999 erhielt er einen Lehrauftrag an der Hochschule für Musik Frankfurt und ist seit 1997 ständiger Dozent beim „Festival de Inverno de Campos do Jordão“ in São Paulo. Seit 1992 gehört Barella dem SWR Sinfonieorchester an.
Er ist als Professor am Institut für Künstlerische Ausbildung / Orchesterinstrumente und Dirigieren der  Universität der Künste Berlin tätig.

## Einspielungen
- J.S. Bach and Sons für Oboe, Cembalo und Continuo (Channel Classics), Werke von Myslivecek, Nicolai, Mozart und Bizet mit dem Albert Schweitzer Oktett (cpo), Werke von Caplet und Lickl mit dem Calamus Ensemble (Dabringhaus und Grimm).